# アルパイーゼ
アルパイーゼ（イタリア語: Arpaise ）は、イタリア共和国カンパニア州ベネヴェント県にある、人口約800人の基礎自治体（コムーネ）。

## 地理

### 位置・広がり
ベネヴェント県南部のコムーネ。県都ベネヴェントから南南西へ12km、州都ナポリから東北東へ45kmの距離にある。

#### 隣接コムーネ
隣接するコムーネは以下の通り。括弧内のAVはアヴェッリーノ県所属を示す。
- アルタヴィッラ・イルピーナ (AV)
- チェッパローニ
- ピエトラストルニーナ (AV)
- ロッカバシェラーナ (AV)

## 行政

### 分離集落
以下の分離集落（フラツィオーネ）がある。
- Terranova (Terranova Fossaceca), Russi, Casalprete, Covini, Pasquarielli, Mignolli